# ナイトメアパズル クラッシュ3D
『ナイトメアパズル クラッシュ3D』は、セガから2012年2月23日に発売されたニンテンドー3DS用ソフトである。ヨーロッパでは同年1月13日、アメリカでは同年3月6日に発売。

## 概要
PSP海外ソフト「CRUSH」(2007年)のリメイク作品。
2次元と3次元を切り替え、マーブルを集めてゴールを目指すコンピュータゲーム。ブロックにつぶされたり、ステージから落下したりすると失敗とみなされ、やり直しとなる。
ステージ上には、様々な効果を持つシンボルや、特殊な性能を持つ足場などが存在するほか、敵キャラクターに該当するナイトメアがおり、それに触れても失敗となる。
ゲームのモードはストーリーモードのほかに、一度クリアしたステージの高難易度版がプレイ可能なトロフィーモード、すれ違いモードを用いてギフトを交換できるギフトモードがある。

## あらすじ
ルーベンス博士は深層心理分析治療機『CRUSH』を完成させ、助手である高校生ダニーを実験台にした。
『CRUSH』は3次元の夢を2次元に単純化するかたちで、ダニーの夢を通じて彼の心を治療していったが、だんだん『CRUSH』に人格が芽生えていった。

## 登場人物
ルーベンス博士
ダニー
ルーベンス博士の隣人で、助手を務める高校生。
CRUSH（Cognitive Regression Utilizing pSychiatric Heuristics）
ルーベンス博士の発明した深層心理分析治療機。